# 정말 먼 곳
"정말 먼 곳"은 2020년에 공개된 대한민국의 영화이다. 2020년 8월 6일, 제21회 전주국제영화제 전주시네마프로젝트 부문으로 CGV명동에서 공개되었다.

## 캐스팅
- 강길우: 진우 역
- 홍경: 현민 역
- 이상희: 은영 역
- 기주봉: 중만 역
- 기도영: 문경 역
- 최금순: 명순 역
- 김시하: 설 역
- 양흥주: 식당주인 역
- 장준휘 : 허씨 역 (우정출연)